# Pensioengat
Een pensioengat is het tekort aan pensioen dat men kan ervaren als het (te) ontvangen pensioen lager is dan wat men in een optimale situatie had kunnen of willen opbouwen. Dit in tegenstelling tot een pensioenkloof, die kan bestaan tussen bevolkingsgroepen, zoals mannen en vrouwen. 

## Oorzaken
Een pensioengat ontstaat doordat minder pensioen is opgebouwd dan in een optimale situatie mogelijk zou zijn geweest. Dat kan op verschillende manieren zo ontstaan zijn, bijvoorbeeld:
- Een pensioenbreuk doordat wijziging is opgetreden van werkgever en/of pensioenregeling;
- Toepassing van een pensioenregeling met een middelloonsysteem in plaats van een eindloonsysteem;
- Eerder stoppen met werken of al eerder een periode van niet of parttime werken;
- Een echtscheiding waarbij een deel van het opgebouwde pensioen toekomt aan de voormalige partner;
- Verblijf in het buitenland.
- Een kostwinner met een jongere partner zonder inkomen. Als de kostwinner met pensioen gaat, wordt er nog geen AOW ontvangen voor de partner; dat gebeurt pas zodra deze ook de pensioengerechtigde leeftijd heeft bereikt.

## Vaststelling
Er is geen algemene norm voor wat de hoogte van een pensioen zou kunnen of moeten zijn. Pensioen kan in Nederland uit drie verschillende bronnen komen: de overheid (AOW), voormalig werkgevers en eigen pensioenvoorzieningen. Men spreekt wel van een volledig pensioen als het totaalbedrag na pensionering uit deze bronnen gelijk is aan 70% van het laatstverdiende loon. Dat is echter een norm waar een groot deel van de gepensioneerden niet eens aan zou voldoen. Dat behoeft in de praktijk ook geen enkel probleem zijn als een gepensioneerde ook lagere lasten heeft, bijvoorbeeld doordat de kinderen het huis uit zijn, of dat de hypotheek op het eigen huis is afgelost. Het is daarom ook meer de subjectieve vraag of men zelf een tekort ervaart.
Veel mensen zouden zich niet bewust zijn van een eventueel toekomstig pensioengat ten gevolge van onder meer de complexiteit van de pensioenregelingen en de vele wijzigingen die daarin zijn aangebracht of nog zullen worden aangebracht (onder meer Witteveen 2015).
Er bestaat ook een fiscale definitie van het pensioengat, namelijk het Witteveenkader voor de bepaling van de zogenaamde 'niet benutte jaarruimte' (reserveringsruimte) als er in een jaar minder pensioen wordt opgebouwd dan 'noodzakelijk' is om een oudedagsvoorziening (inclusief AOW) te krijgen. De volgens een bepaalde formule berekende 'reserveringsruimte' kan worden gebruikt om extra premies of stortingen van het fiscale inkomen af te trekken.

## Oplossingen
Bij de constatering van een pensioengat zijn er verschillende manieren om daar een oplossing voor te vinden. Bijvoorbeeld:
- Extra sparen voor de oude dag;
- Afsluiten van een aanvullende (pensioen)verzekering, zoals een lijfrenteverzekering.
- Sparen of beleggen op een lijfrenterekening (pensioenrekening), ook wel banksparen.

Vanwege de complexiteit en risico's van de door banken, verzekeraars en tussenpersonen aangeboden producten is een essentiële-informatiedocument (Eid) in de EU voor onder meer verzekeringsproducten met een beleggingscomponent verplicht.